# Орлова Ольга Антонівна
Ольга Антонівна Орлова (24 червня 1928 — ?) — українська радянська діячка, закрійниця Хмельницької взуттєвої фабрики Хмельницької області. Депутат Верховної Ради СРСР 6-го скликання.

## Життєпис
Народилася 24 червня 1928 року в селянській родині. Освіта середня спеціальна: у 1950 році закінчила Київську професійно-технічну школу.
З 1950 року — робітниця заготівельного цеху, контролер закрійної дільниці, закрійниця Проскурівської (з 1954 року — Хмельницької) взуттєвої фабрики Кам'янець-Подільської (Хмельницької) області.
Потім — на пенсії в місті Хмельницькому Хмельницької області.